# 3-тя піхотна дивізія (Канада)
3-тя піхо́тна диві́зія Кана́ди (англ. 3rd Canadian Infantry Division) — військове з'єднання Сухопутних військ Канади.

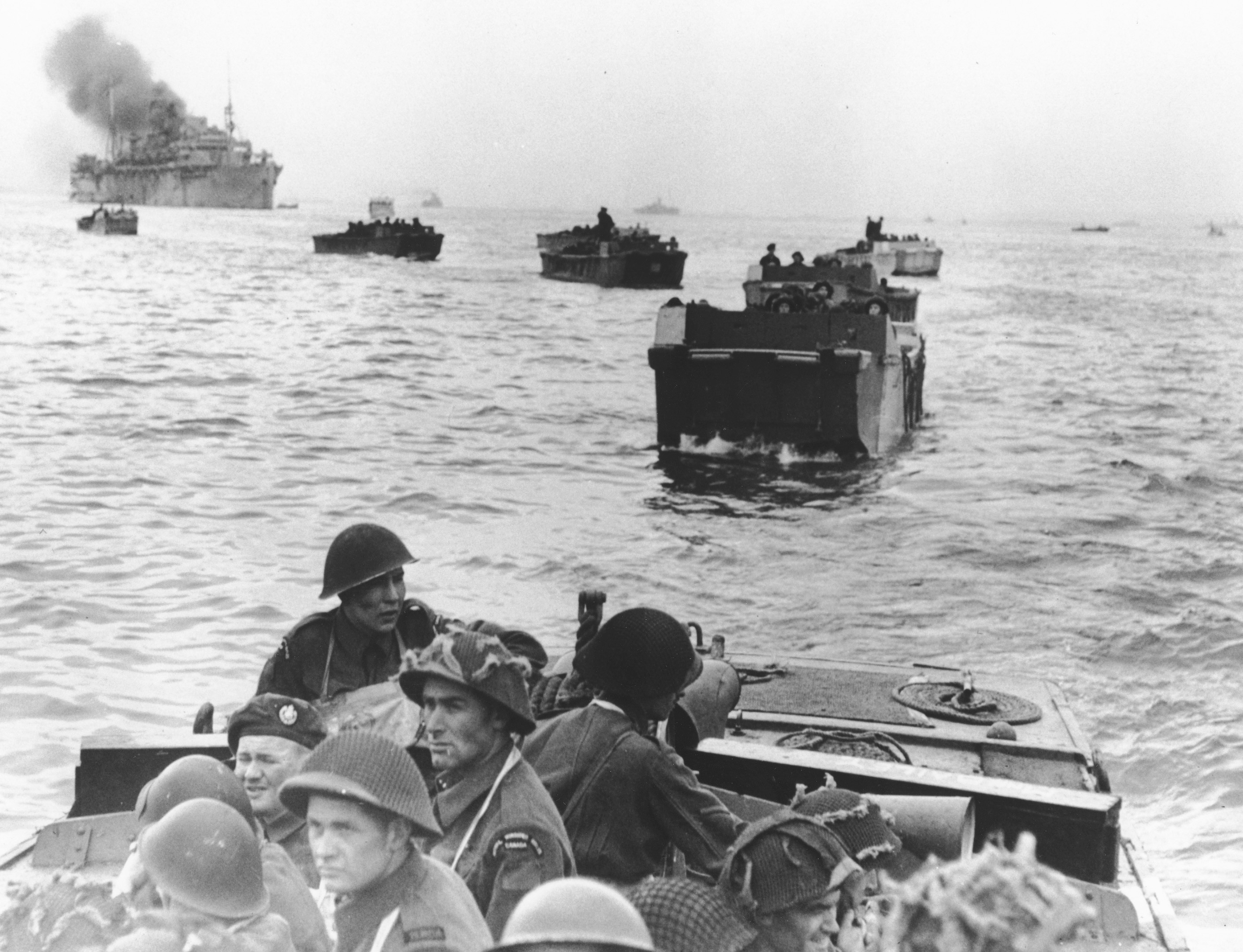
Висадка військ 3-ї дивізії на плацдармі «Джуно». Операція «Нептун». 6 червня 1944

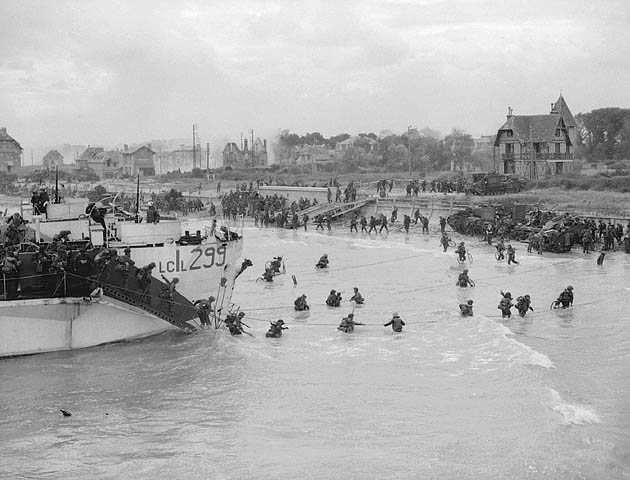
Підрозділи 3-ї дивізії висаджуються в Нормандії. Ранок 6 червня 1944